# Наташа Ристић
Наташа Ристић (девојачко Костић) српска је водитељка и новинарка.

## Биографија
Наташа Ристић, рођена је 1964. године у Београду. Завршила је Филолошки факултет у Београду, по занимању је професор југословенске и опште књижевности, док је специјализовала теорију комуникације и информације. Иза себе има богату телевизијску водитељско-уређивачку каријеру, а последњи телевизијски пројекат је емисија Жене коју је уређивала и водила на ТВ Прва.

## Каријера
Почела је 1983. на Радију Београду, на програму 202. После је уследила телевизија и чувени Трећи канал. Од 2004. године. на БК ТВ уређивала је јутарњи програм, као и на телевизији Б92, а после дуге паузе долази на ТВ Прва где је уређивала и водила емисију Жене три године са колегиницама Иваном Зарић, Мајом Волк, Ирином Радовић и Маријом Килибардом. Ради као консултант и предавач комуникацијских вештина.